# Zero Tolerance Dag
Zero Tolerance Dag, voluit Zero Tolerance to FGM (female genital mutilation, 'vrouwelijke genitale verminking', vrouwenbesnijdenis), valt op 6 februari. Het doel van deze dag is bij te dragen aan de uitbanning van vrouwenbesnijdenis in elke vorm en in alle landen waar het voorkomt. De eerste keer dat deze dag in Nederland herdacht werd, was in 2004.
Ten behoeve van deze dag is het Platform 06-02 opgericht, bestaande uit een aantal organisaties die strijden tegen vrouwenbesnijdenis, zowel in Nederland als daarbuiten. Jaarlijks organiseren deze een conferentie, lokale activiteiten en voorlichting aan de media.

## Nederlandse context
Met de komst van vluchtelingen uit met name Afrika, kwamen ook groepen in Nederland die het gebruik van vrouwenbesnijdenis hebben, zoals Somaliërs, Egyptenaren, Soedanezen, Ethiopiërs, Nigerianen. Algemeen wordt onder die groepen aangenomen dat het gaat om een religieus voorschrift, voor zover het om moslims gaat uit de Koran. Dit blijkt echter niet het geval te zijn. Overigens komt vrouwenbesnijdenis ook voor onder christenen in Afrika (hoewel ook de Bijbel niets zegt over vrouwenbesnijdenis). Sinds ongeveer 1998 wordt er in Nederland tegen dit verschijnsel gestreden. De laatste jaren met toenemend succes, onder meer door Pharos, het kenniscentrum vluchtelingen, nieuwkomers en gezondheid, dat door het ministerie van VWS is aangewezen als coördinator van de bestrijding, en door onder meer de Federatie van Somalische Associaties in Nederland (FSAN).

## Deelnemende organisaties
De deelnemende organisaties aan het Platform 06-02 zijn:
- Defence for Children International (DCI) Nederland, een internationale kinderbeschermingsorganisatie
- Federatie van Somalische Associaties in Nederland (FSAN)
- Pharos, kennis- en adviescentrum vluchtelingen, nieuwkomers en gezondheid
- Vluchtelingen-Organisaties Nederland (VON)
- Vluchtelingen Organisaties Rijnmond (SVOR)
- World Population Foundation (WPF).

## Ontstaan
Het initiatief tot deze dag ontstond bij het Inter African Committee. Dit besloot in 2003 de strijd tegen vrouwenbesnijdenis of vrouwelijke genitale verminking te intensiveren en te koppelen aan een vaste dag – 6 februari – om bij de problematiek stil te staan.  Sinds 2004 organiseert het Platform 06-02 in Nederland op die datum een conferentie over het onderwerp.

## 2008
In het lustrumjaar 2008 vond deze conferentie plaats in Den Haag en was de eerste spreker de staatssecretaris van het ministerie van VWS, dr. Jet Bussemaker. Zij kondigde aan dat de proef met bestrijding in zes grote steden vanaf 2009 structureel en landelijk wordt.

## 2010
Tijdens de conferentie van 2010 die in Rotterdam plaatsvond werd een onderzoeksrapport gepresenteerd ten overstaan van een paar honderd aanwezigen waaronder vrouwen uit de gemeenschappen, afgevaardigden van het ministerie van VWS, imams en zorgverleners alsook vanuit de WereldGezondheidsOrganisatie (WHO). Het rapport Versluierde Pijn betreft een onderzoek naar de psychische, sociale en relationele gevolgen van meisjesbesnijdenis onder vrouwen in Nederland wonend maar geboren in Soedan, Somalië, Sierra Leone, Eritrea en Ethiopië. Volgens dit onderzoek heeft een op zes van de vrouwen traumagerelateerde klachten als gevolg van de besnijdenis of de eerste coïtus. Een derde van de vrouwen bleek depressieve klachten te hebben - die overigens niet alleen te maken hebben met het feit dat ze een besnijdenis ondergingen maar ook met hun levensomstandigheden (hebben van arbeid, taalvaardigheid).